# 拉丁舞

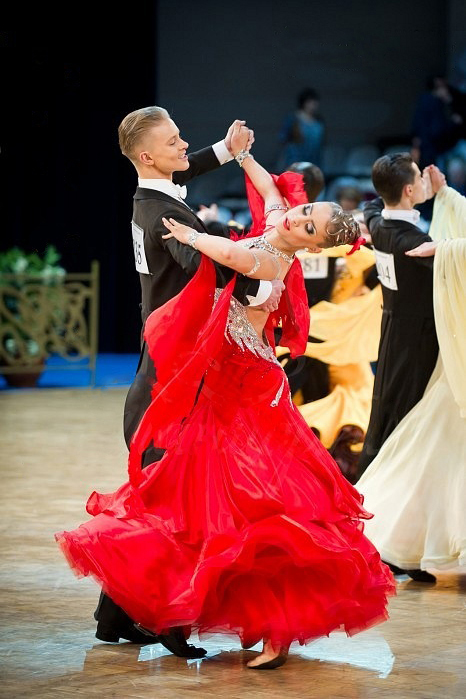
標準舞

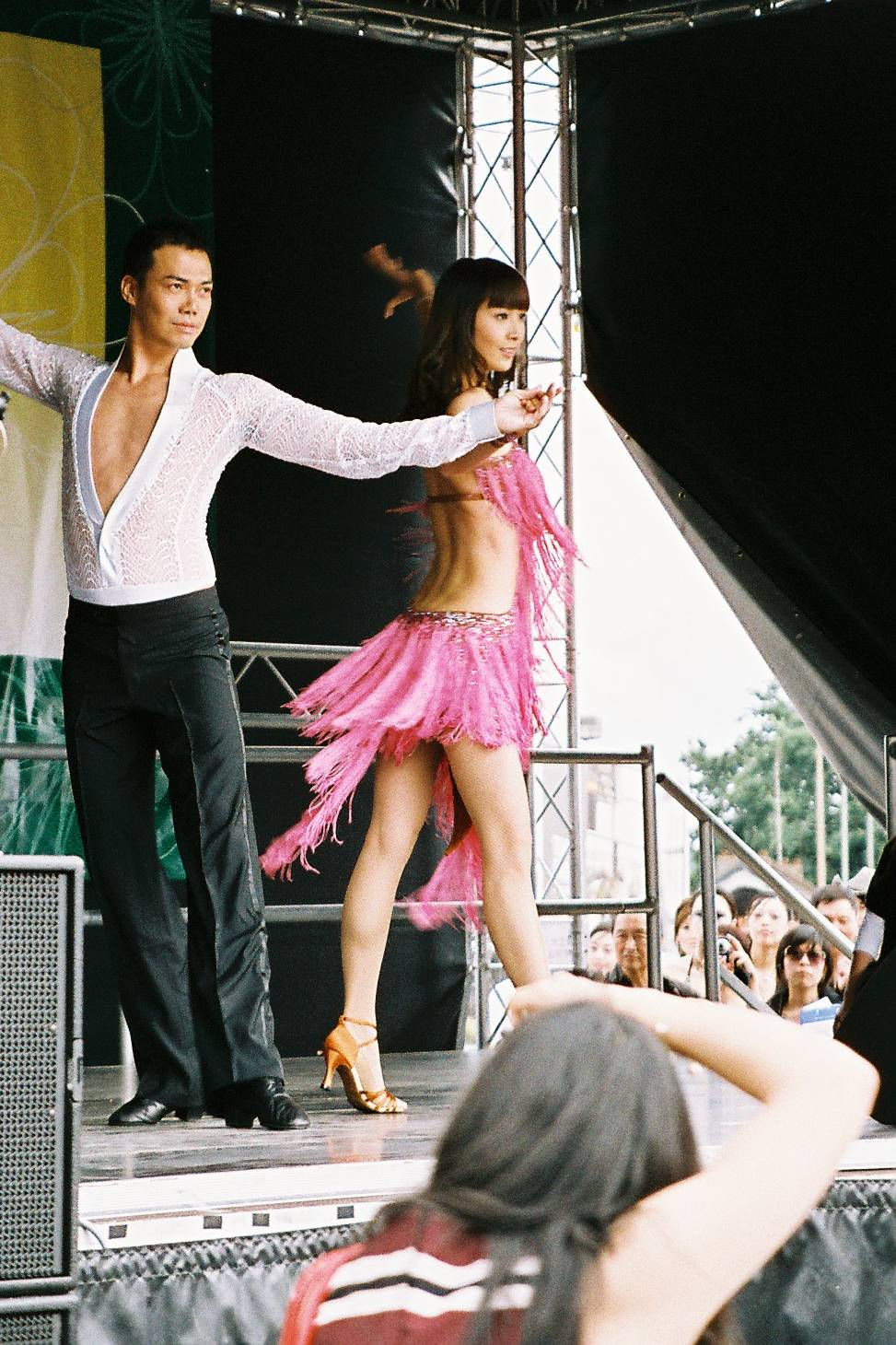
謝天華表演的拉丁舞

拉丁舞（英語：Latin dance）是一个泛称，指源自于拉丁美洲的所有交谊舞或者民间舞蹈两大类。
在国际竞技舞蹈比赛中，拉丁舞包括恰恰、伦巴、桑巴、斗牛和捷舞。
而社交用的拉丁舞又称拉丁风情舞包括騷莎、曼波舞、梅伦格、巴恰塔、伦巴、普拉纳等等。其中有很多在20世纪初非常流行的拉丁风情舞现在已经是历史的记忆了，比如古巴丹松舞。现在最为流行的为騷莎、巴恰塔、祖克舞。请注意，虽然基宗巴常常与拉丁风情舞同时出现，但它实际上源自于非洲安哥拉而不是拉美。

## 分类
拉丁舞是国际标准舞的一种，國際拉丁舞又分五种，包括伦巴舞、恰恰舞、桑巴舞、捷舞、斗牛舞。應當注意的是，拉丁舞通常稱作國際拉丁舞，是因為還有美式的節奏舞，包括美式恰恰舞、美式倫巴舞、美式泊萊羅、美式搖擺舞和美式曼波舞（Mambo）。儘管名稱相似，但是美式節奏舞与國際拉丁舞仍然在很多技術動作上有很大不同。國際拉丁舞採用統一的ISTD的動作列表（Syllabus），而美式節奏舞至今仍然沒有統一的動作列表。

## 穿着
體育舞蹈對穿著有著不同的規定。比如在美國的Syllabus級別的比賽中，男選手多為黑色或白色襯衣，以及黑色長褲，上身最多只能暴露至中胸部分。女選手著裝則不能有非水鑽的閃光。
拉丁舞的着装只要能表达你的性感即可。但要切记多數拉丁舞的重点在腰胯部，最忌讳用宽松的衣服把腰部曲线和动作完全遮盖。

## 拉丁舞的比賽
各國在體育舞蹈的比賽方式都有所不同。大體分為兒童（Teen）、青少年（Junior）、成年組（Adult）、大學生（Collegiate），以及中老年組（Senior）。其中以成年組的賽事水平最高，比如美國的俄亥俄明星舞會（Ohio Star Ball）和英國的黑池舞蹈節（Blackpool Dance Festival）。

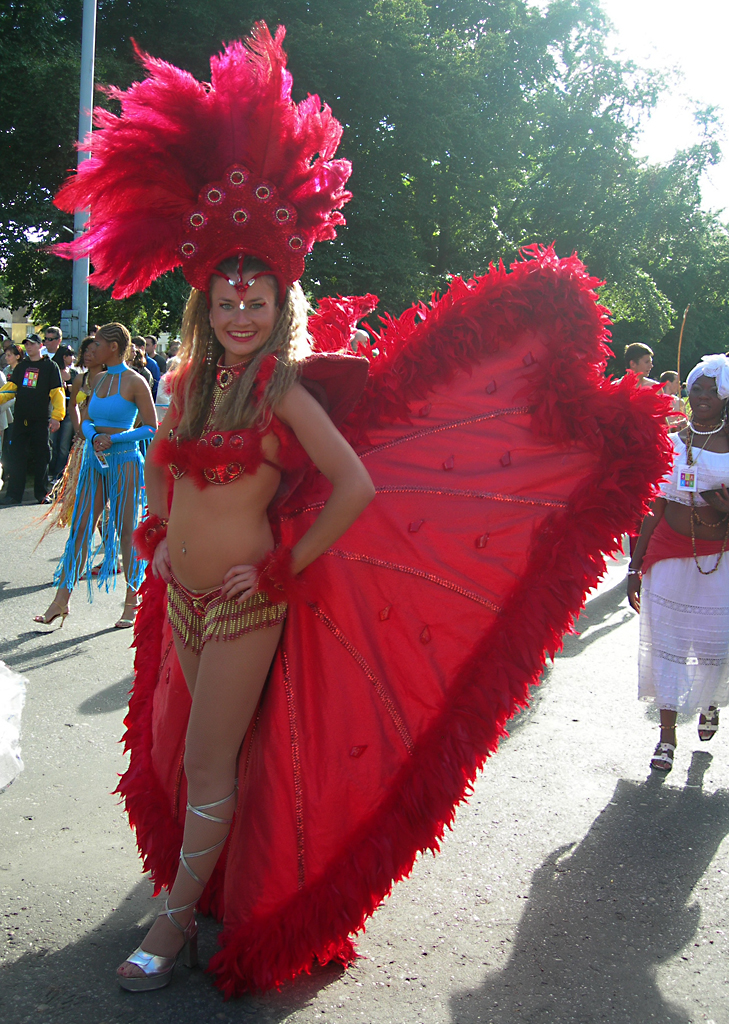
桑巴舞
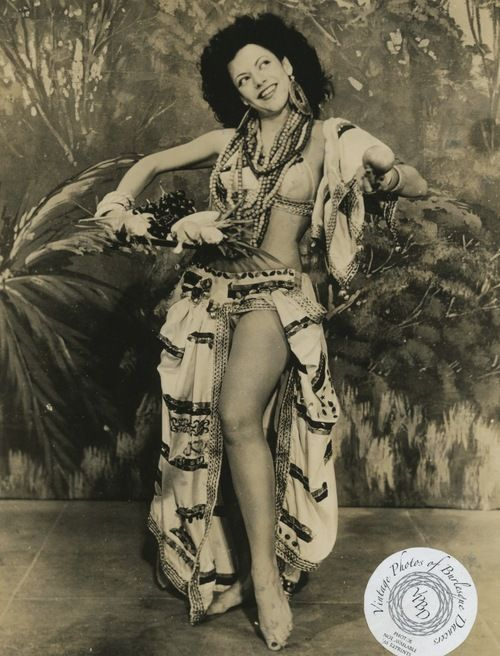
Amalia Aguilar
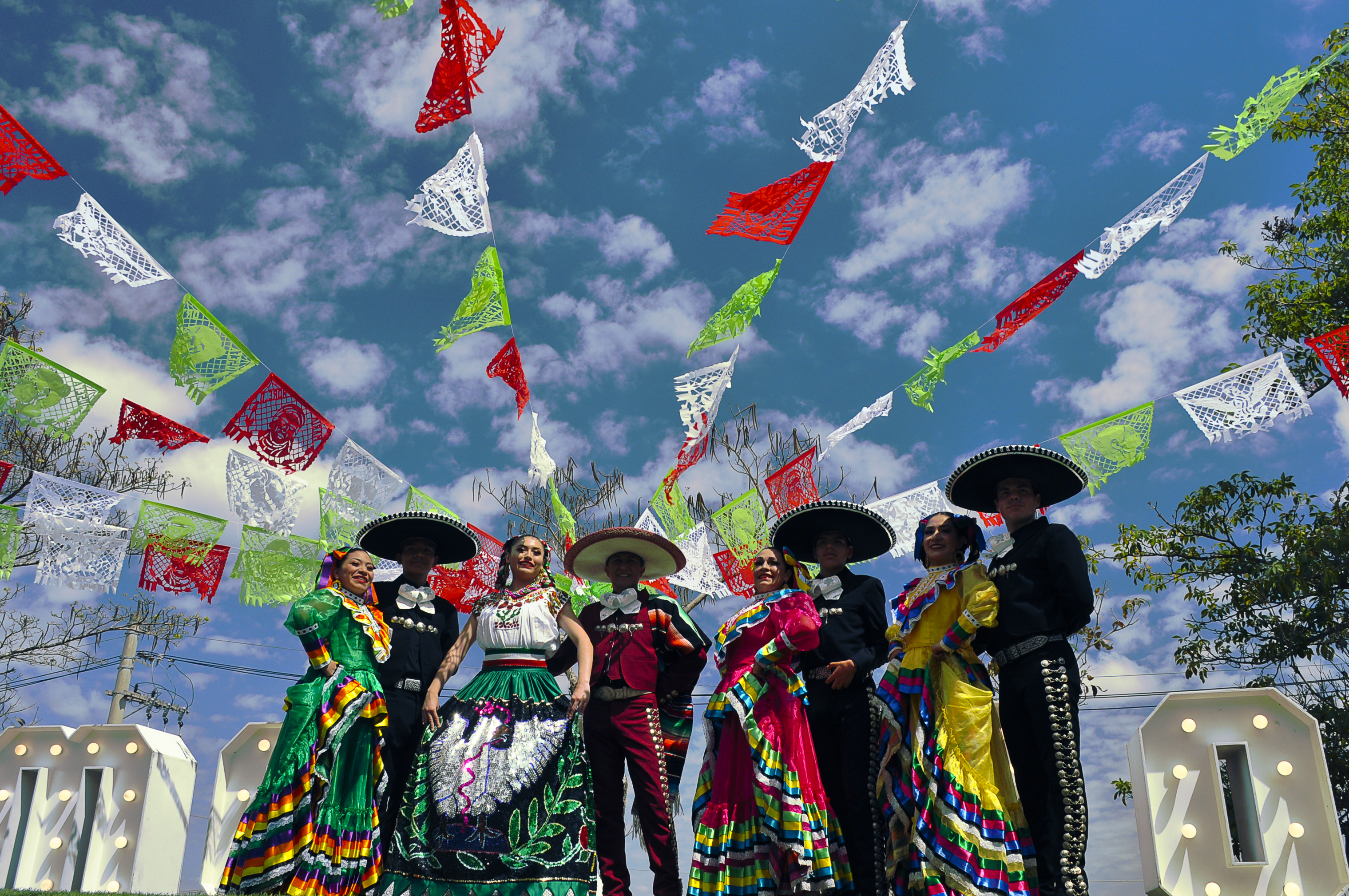
Jarabe Tapatío
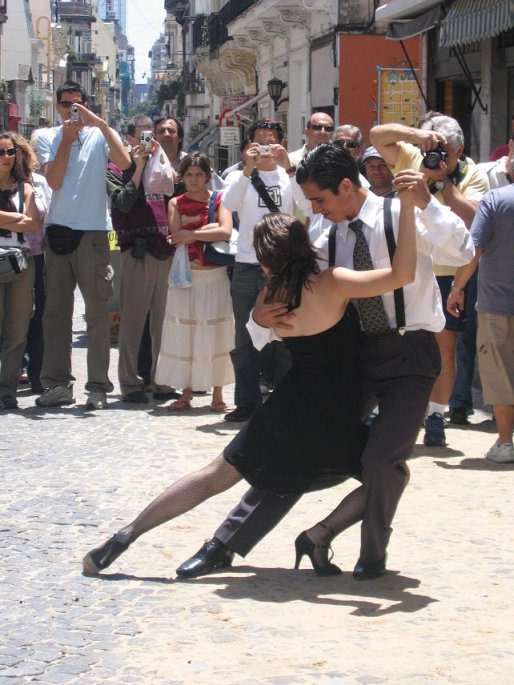
探戈
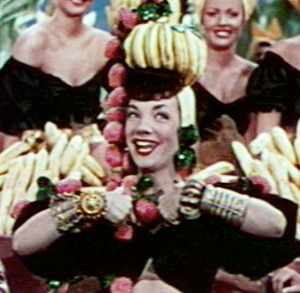
卡門·米蘭達

## 延伸阅读
- Sévigny, Jean-Pierre. Sierra Norteña: the Influence of Latin Music on the French-Canadian Popular Song and Dance Scene, Specially as Reflected in the Career of Alys Robi and the Pedagogy of Maurice Lacasse-Morenoff. Montréal: Productions Juke-Box, 1994. 13 p. N.B. The published text of a paper prepared for, and presented on, on 12 March 1994, the conference, Popular Music Music & Identity (Montréal, Qué., 12–13 March 1994), under the auspices of the Canadian Branch of the International Association for the Study of Popular Music.（英文）